# شاؤول تشرنيخوفسكي
شاؤول تشرنحوفسكي (بالعبرية: שאול טשרניחובסקי) (20 أغسطس 1875 - 14 أكتوبر 1943) شاعر روسي يهودي يكتب بالعبرية ويعتبر واحدا من أكبر شعراء العبرية وتتأثر إلى حد كبيرب ثقافة اليونان القديمة.

## الحياة

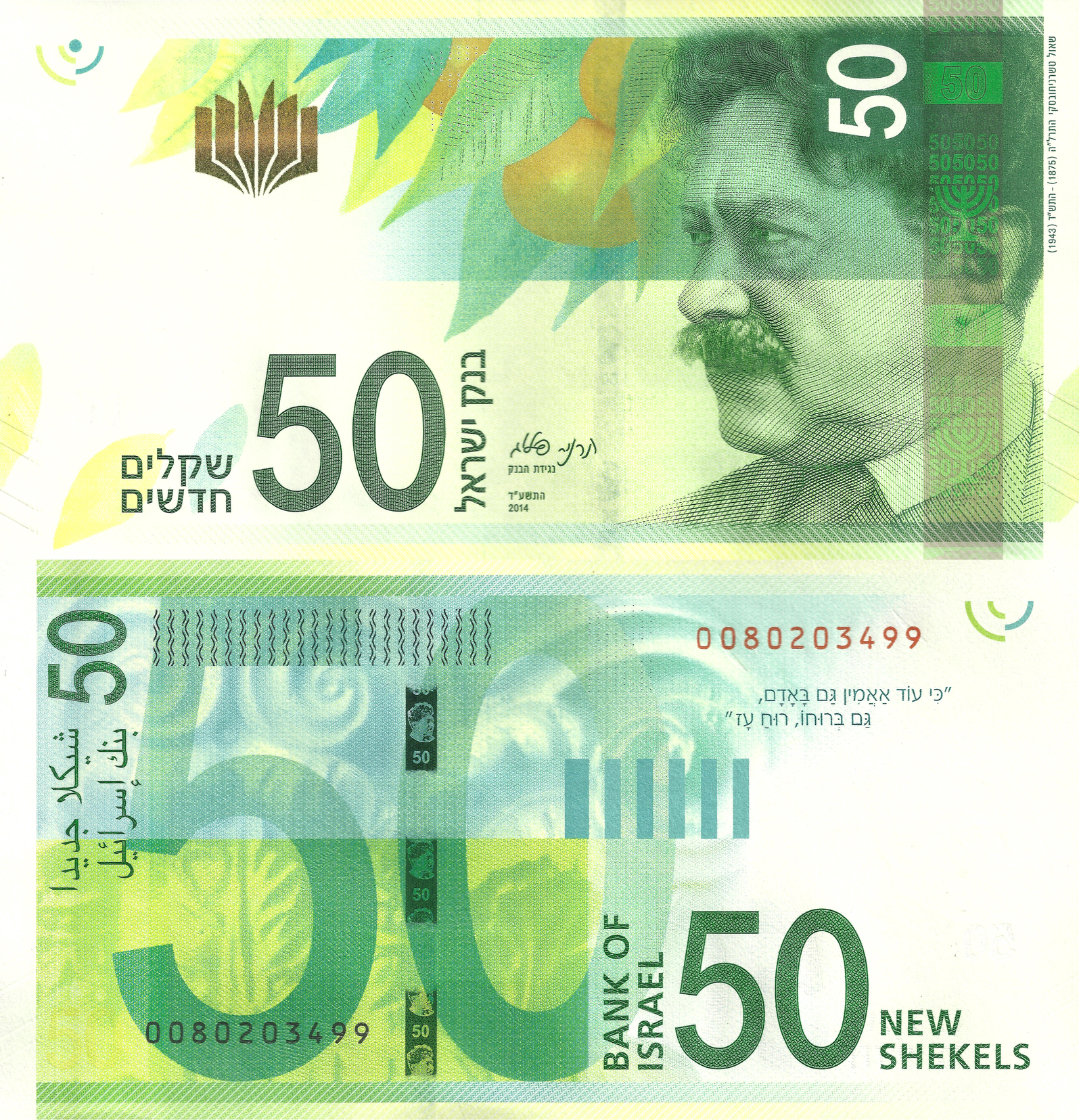
صورة تشرنحوفسكي على عملة 50 شيكل الجديدة

ولد في زابوروجييه أوبلاست في أوكرانيا يوم 20 أغسطس 1875 ومن 1899-1906 درس الطب في جامعة هايدلبرغ ومن عام 1929-1930 أمضى وقتا في أمريكا. وفي عام 1931 هاجر إلى فلسطين إبان الانتداب البريطاني واستقر هناك بشكل دائم. وإلى جانب كونه شاعرا، كان معروفا باعتباره مترجماً. وتوفي شاؤول في القدس يوم 14 أكتوبر 1943.
في سبتمبر 2014 تم الكشف عن عملة 50 شيكل جديدة تحمل صورة تشرنحوفسكي ليكون واحداً من أربعة شعراء إسرائيليين على العملة الإسرائيلية.

## طالع أيضًا
- ناتان ألترمان

## روابط خارجية
- شاؤول تشرنحوفسكي على موقع الموسوعة البريطانية (الإنجليزية)
- شاؤول تشرنحوفسكي على موقع ميوزك برينز (الإنجليزية)
- شاؤول تشرنحوفسكي على موقع قاعدة بيانات برودواي على الإنترنت (الإنجليزية)